# Las botellas y los hombres
Las botellas y los hombres es un libro de cuentos del escritor peruano Julio Ramón Ribeyro. Fue publicado en Lima, en 1964 y constituye el tercer libro de cuentos del autor, que luego incluyo en su obra recopilatoria La palabra del mudo.

## Contexto
Los cuentos que conforman el libro fueron redactados entre 1957 y 1961, un lapso que cubre la primera estancia europea de Ribeyro, su retorno temporal al Perú y su regreso a París.
La obra fue editada en Lima, en 1964, por Populibros Peruanos, un naciente esfuerzo editorial de lanzar libros al alcance de la economía popular que llevara adelante el escritor Manuel Scorza. Apareció con el título de Los hombres y las botellas, lo cual al parecer fue una variación impuesta por el publicista (el título correcto es Las botellas y los hombres).
Posteriormente, el conjunto de cuentos fue incluida en el libro recopilatorio del autor, titulado La palabra del mudo, cuya primera edición, en dos tomos, data de 1973.
El título del libro corresponde a la vez al primer cuento de la serie, que se desarrolla en un ambiente de bohemia, donde los efectos del alcohol definen los caracteres de los personajes. El mismo Ribeyro dijo en una entrevista, que algunos de los cuentos de su libro Las botellas y los hombres eran sobre “borrachos”; ese habría sido el criterio aplicado para su reunión.

## Lista de los cuentos
La obra está compuesta por diez cuentos:
- «Las botellas y los hombres» (Berlín, 1958)
- «Los moribundos» (París, 1961)
- «La piel de un indio no cuesta caro» (París, 1961)
- «Por las azoteas» (Berlín, 1958)
- «Dirección equivocada» (Amberes, 1957)
- «El profesor suplente» (Amberes, 1957)
- «El jefe» (Lima, 1958)
- «Una aventura nocturna» (Lima, 1958)
- «Vaquita echada» (París, 1961)
- «De color modesto» (París, 1961)

## Reseña de los cuentos
1. «Las botellas y los hombres».- Este cuento trata sobre una discusión violenta entre personas alcoholizadas, un padre y su hijo. El protagonista, Luciano, es un joven que se dedica a negocios un tanto turbios y que se relaciona con gente de alto nivel social. De pronto, recibe la visita de su padre, al que no veía desde hacía diez años. El padre, que ya es un anciano, lo había abandonado, y la madre había que tenido que criarlo ella sola. Naturalmente, Luciano está molesto con su padre, pero siente curiosidad por escucharle, por lo que lo invita al Jardín Santa Rosa, un local elitista. Allí entablan una charla, junto con otros asistentes, y se divierten en unos juegos. Luego, Luciano lleva a su padre a un club situado en La Victoria, su viejo barrio, donde, bajo los efectos del alcohol, empieza a caldearse los ánimos. En un arrebato de ira, el viejo le dice a Luciano que abandonó a su madre porque era una ramera. Esto ya fue el colmo para Luciano, quien se arroja sobre su padre para darle de a puños, pero ambos son separados y expulsados del club. Deciden entonces continuar la pelea en la calle y caminan varias cuadras, hasta que llegan a una bocacalle semioscura, donde libran una corta pelea. El viejo acaba siendo noqueado por su hijo. Antes de abandonarlo para siempre, Luciano se saca su anillo del dedo anular y lo coloca en el dedo meñique de su padre. Eso se interpreta como que Luciano rompe con su pasado de manera definitiva.[6][7][8][9]
2. «Los moribundos».- Este cuento está ambientado en plena guerra entre Perú y Ecuador de 1941, en una casa del puerto de Paita, donde se recibe a dos soldados gravemente heridos. Los dos tienen rasgos andinos muy marcados, pero se ignora su nacionalidad, al haberse extraviado la documentación. Uno de ellos se recupera y dice ser ecuatoriano, por lo que es retenido como prisionero. El otro se agrava y en medio de su agonía empieza a hablar en quechua. Ni el dueño de la casa ni ninguno de su familia entiende pues ellos solo hablan español, pero el ecuatoriano si entiende y así se enteran de que el moribundo es peruano, que su nombre es Tulio y que es de Jauja. Este fallece sin haber dado más detalles  sobre su familia y su dirección, por lo que será enterrado en la fosa común. Por su parte, el soldado ecuatoriano, enterado de que ya se ha firmado la paz, ruega que lo dejen ir, aduciendo que el clima de la costa le afecta.[10][11][12][13]
3. «La piel de un indio no cuesta caro».- Trata sobre Miguel, un arquitecto que ha acogido a un adolescente indígena, de nombre Pancho, para darle educación y trabajo. El lugar es el Club de Yangas, en las afueras de Lima. En el lugar se encuentran también el presidente del club y sus hijos menores. Los chicos invitan a Pancho a subir a un cerro cercano, pero luego regresan aterrados donde Miguel, avisando que Pancho se había desmayado y no reaccionaba. Miguel va corriendo al lugar y encuentra a Pancho electrocutado por tocar un cable de alto voltaje que había sido mal colocado durante las obras de habilitación del club. Miguel decide hacer lo correcto e informar de la verdad a las autoridades, pero el presidente del club, temeroso del escándalo y de las sanciones que ello acarrearía, hace falsear el documento de defunción, poniendo  que Pancho solo fue víctima de un mal cardíaco. Además, le entrega a Miguel una crecida suma de dinero. Miguel se resiste al principio a ser parte de esa patraña, pero al final accede; por la noche asiste con su esposa a una fiesta del club.[14][15][16]
4. «Por las azoteas».- Relato de evocación, en primera persona, en el que el narrador recuerda un episodio de su niñez. Durante las vacaciones de verano, solía subir a la azotea de la casona en donde vivía, lugar donde gozaba de libertad. Allí, entre los cachivaches y vejestorios arrumados, se consideraba el amo y señor de todo ese espacio. También explora los techos de las casas vecinas. Un día, ve en el techo de otra casa a un hombre sentado en una mecedora, con quien entabla conversación. Rápidamente congenia con el extraño y durante todo ese verano, se la pasan contándose historias divertidas. Hasta que empieza la escuela y deja entonces de subir a la azotea. Más aún, sus padres le prohíben hablar con aquel vecino misterioso, a quien califican como un ser “marcado”. Un día, desobedeciendo a sus padres, corre al techo para ver al hombre pero ya no lo encuentra. En su lugar ve a unos hombres vestidos de luto. Al parecer, acababa de fallecer. Lo de “marcado” aludiría a que sufría una enfermedad terminal.[17][18]
5. «Dirección equivocada».- Narrado en primera persona, trata sobre un cobrador que recibe la misión de encontrar a un deudor de una empresa de insumos de impresión. Luego de andar por las calles del distrito de Lince, el cobrador ubica finalmente la dirección, pero desde lo alto de la casa le responde una mujer, a través de una pequeña ventana que enmarca su rostro, diciéndole de mala manera que su esposo no se encuentra. El cobrador nota algo perturbador en la mirada de la mujer, y entonces simula ser solo un vendedor de radios, para poder retirarse de inmediato. Al final, reporta la factura como “dirección equivocada”.[19]
6. «El profesor suplente».- Trata sobre Matías, un cobrador de oficio ya retirado, pero con formación universitaria de alto grado. Tiene la espina clavada de no haber podido nunca ejercer su carrera. Recibe de pronto la visita de su amigo, que es un profesor de historia en un colegio religioso. Este le cuenta que ha pedido licencia en su trabajo por unos meses y que lo ha recomendado a él para que lo reemplace como profesor interino. Matías se entusiasma por su nuevo empleo y se alista meticulosamente para su primera lección. Pero al llegar temprano ante la puerta del colegio, se acobarda y decide dar marcha atrás.[20][21]
7. «El jefe».- Este cuento trata sobre un jefe y sus empleados. La empresa donde trabajan organiza una fiesta en uno de sus locales en el centro de Lima. El jefe, llamado Felipe Bueno, se pone a departir con sus empleados, dejando de lado las formalidades. Acabada la fiesta, todos van a continuar la celebración a un bar de un hotel. Uno por uno, debido a los efectos del alcohol, se va retirando hasta que solo queda Felipe Bueno y uno de los empleados, de nombre Eusebio Zapatero, que espera la ocasión de pedir un aumento a su jefe. Aunque ya están muy pasados de tragos, ambos van a un local nocturno, el Negro-Negro. Felipe le pide a Eusebio que le deje de tratar de señor y que le llame por su apodo, “Pim”; Eusebio, por su parte, le pide que le llame también por su apodo, “Bito”. Luego se despiden, y cada quien se va a su domicilio. Apenas unas horas después, se encuentran de nuevo en la oficina. Eusebio se acerca a su jefe y con mucha confianza le dice al oído: “Pim”. Felipe le mira entre extrañado y severo, pues ya no era fiesta y era el momento de regresar a la realidad dura del trabajo.[22][23]
8. «Una aventura nocturna».- El cuento relata una aventura nocturna de Arístides, un típico personaje ribeyriano, un ser de perfil bajo y conformista, soltero, que trabaja como empleado y que nunca ha aspirado a gran cosa. Una noche se aventura a recorrer las calles y llega a un café donde ve a una dama madura y gorda, que al principio se niega a atenderlo porque ya iba a cerrar su negocio, pero luego accede. Arístides pide una cerveza; la dama lo acompaña y ambos entablan una charla. Luego se ponen a bailar. La mujer le cuenta que vive en el piso alto del local. Arístides cree que ya ha ligado una aventura amorosa y espera que la mujer le invite a su habitación. Incluso se ofrece a guardar las sillas y mesas de la terraza. Al final, la mujer entra y cierra la puerta, dejando a Arístides afuera, quien, furioso, arroja una maceta al piso.[24][19][25]
9. «Vaquita echada».- Este cuento, ambientado en Tarma, una ciudad de la sierra peruana, trata sobre un grupo de cuatro amigos que se reúnen en la casa de uno de ellos. Ellos responden a los nombres de Bastidas, Gandolfo, Cantela y Manrique. El motivo de su reunión es ponerse de acuerdo sobre un asunto muy penoso ocurrido hacía instantes, que no se revela sino hasta el final del cuento. Mientras tanto, se desarrolla una conversación trivial. Uno de ellos suele usar la expresión “vaquita echada” como interjección de aprobación o acierto. Finalmente, se descubre que el asunto es informar por teléfono al doctor Céspedes (un connotado vecino de la ciudad, que se hallaba en Lima) de que su esposa acababa de fallecer en el parto. El elegido para que diera la noticia trágica es Bastidas; el resto lo acompaña a la central telefónica.[26][27]
10. «De color modesto».- El protagonista de este cuento, narrado en primera persona, es un joven pintor llamado Alfredo, que vive en Miraflores, y que es de familia de clase media alta, aunque venida a menos. Va a una fiesta de cumpleaños, pero siente como que todos lo evitan. Trata de ligar con algunas chicas, pero fracasa rotundamente. Estando ya ebrio, entra al cuarto de servicio donde ve a una joven sirvienta negra que está bailando sola al ritmo de la estridente música de la fiesta. Alfredo la invita a bailar allí mismo y aunque ella al principio se rehúsa por ser de una condición social inferior, al final accede. Se van luego a un jardín iluminado a media luz, donde flirtean. De pronto la luz se enciende e ingresan los dueños de la fiesta al jardín. Al ver a Alfredo junto con la negra, lo conminan a retirarse. Alfredo no se inmuta y se retira arrogante, llevándose del brazo a la sirvienta. Se dirige hacia el malecón, para ver el mar. De pronto un patrullero se detiene y bajan dos policías, que se llevan a la pareja a la comisaría, acusándolos del delito contra las buenas costumbres. Alfredo dice que la negra es su novia, pero los policías no le creen, pues para ellos era imposible que un hombre de su clase estuviese con una mujer “de color modesto”. Suponen que es solo una “polilla”, es decir, una meretriz. Al final, el comisario le dice a Alfredo que si en realidad es cierto lo que dice, que lleve a su supuesta novia al Parque Salazar, como hacen todas las parejas de enamorados. Alfredo acepta, pero estando ya en el parque, al ver a la gente paseando (muchos de los cuales podrían ser sus conocidos), se acobarda y se retira corriendo, dejando a la negra sola.[28][29][30][19]

## Apreciación crítica
Los cuentos son realistas y están narrados con estilo sencillo e irónico. Los personajes, pertenecientes por lo general a la clase media establecida o la clase baja ascendente, frecuentemente se encuentran ante situaciones de quiebre y fracaso, usualmente ante pequeñas tragedias personales o cotidianas que se articulan con ciertas visiones sociales de mayor amplitud: el racismo, el clasismo, así como sentimientos personales como la soledad y el fracaso.